# Всемирная выставка (2000)
Expo 2000 — всемирная выставка, которая проходила с 1 июня по 31 октября 2000 года в городе Ганновере (Германия).
14 июня 1990 года город Ганновер был выбран местом проведения международной выставки 2000 года, опередив соперника Торонто всего на один голос, голос тогда ещё существовавшей ГДР.
Выставка оказалась убыточной: размер убытков составил порядка 2,4 млрд марок (1,2 млрд евро). Вместо ожидавшихся 40 млн посетителей на выставку пришло всего 18 млн. Убытки ЭКСПО 2000 стали одной из причин того, что Франция (организатор следующей выставки) отказалась от проведения ЭКСПО 2004 в Сен-Сен-Дени.

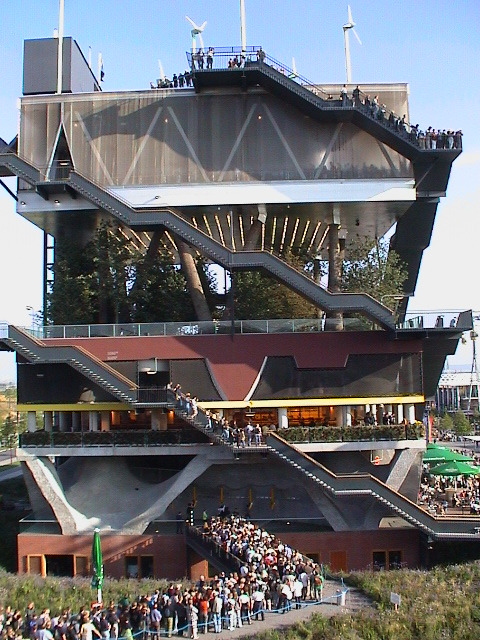
Павильон Нидерландов